# Friedl Pfeifer
Friedl Pfeiffer (ur. 23 marca 1911 w Sankt Anton, zm. 26 lutego 1995 w Paradise Valley) – austriacki narciarz alpejski, brązowy medalista mistrzostw świata. 
Wziął udział w mistrzostwach świata w Innsbrucku w 1933 roku, gdzie zajął szóste miejsce w zjeździe, ósme w slalomie oraz szóste w kombinacji. Na rozgrywanych rok później mistrzostwach świata w Mürren wywalczył brązowy medal w slalomie. Wyprzedzili go tylko jego rodak - Anton Seelos oraz David Zogg ze Szwajcarii. Był to jego jedyny medal zdobyty na międzynarodowych zawodach tej rangi. Na tej samej imprezie Pfeiffer zajął też szóste miejsce w zjeździe oraz czwarte miejsce w kombinacji. Walkę o podium przegrał tam z Birgerem Ruudem z Norwegii. Był też między innymi jedenasty w zjeździe podczas mistrzostw świata w Innsbrucku w 1936 roku.
W 1938 r. wyjechał do USA i przyjął amerykańskie obywatelstwo.

## Osiągnięcia

### Mistrzostwa świata
| Miejsce | Dzień     | Rok  | Miejscowość | Konkurencja | Czas biegu | Strata    | Zwycięzca       |
| ------- | --------- | ---- | ----------- | ----------- | ---------- | --------- | --------------- |
| 6.      | 8 lutego  | 1933 | Innsbruck   | Zjazd       | 5:07,0     | +10,2     | Walter Prager   |
| 8.      | 9 lutego  | 1933 | Innsbruck   | Slalom      | 2:29,9     | +21,6     | Anton Seelos    |
| 6.      | 9 lutego  | 1933 | Innsbruck   | Kombinacja  | 96,10 pkt  | -4,00 pkt | Anton Seelos    |
| 3.      | 24 lutego | 1935 | Mürren      | Slalom      | 1:46,1     | +6,9      | David Zogg      |
| 6.      | 25 lutego | 1935 | Mürren      | Zjazd       | 3:30,4     | +7,8      | Anton Seelos    |
| 4.      | 25 lutego | 1935 | Mürren      | Kombinacja  | 96,63 pkt  | -1,48 pkt | Anton Seelos    |
| 11.     | 21 lutego | 1936 | Innsbruck   | Zjazd       | 4:29,8     | +44,8     | Rudolf Rominger |
| 14.     | 13 lutego | 1937 | Chamonix    | Zjazd       | 4:03,4     | +37,4     | Émile Allais    |
| 23.     | 15 lutego | 1937 | Chamonix    | Slalom      | 2:10,8     | +32,2     | Émile Allais    |
| 17.     | 15 lutego | 1937 | Chamonix    | Kombinacja  | 400,4 pkt  | +76,0 pkt | Émile Allais    |
| DNS     | 5 marca   | 1938 | Engelberg   | Zjazd       | 3:17,8     | -         | James Couttet   |